# Базилика Сан-Петронио
Базилика Сан-Петронио (итал. La Basilica di San Petronio) — епископальная церковь в Болонье, освящённая в честь Св. Петрония, небесного покровителя города. Является самой большой церковью города: она возвышается над противоположной площадью Пьяцца-Маджоре и, несмотря на то, что в значительной степени незакончена, является одной из крупнейших церквей в Европе. Однако базилика не является городским собором, титул которого имеет соседний храм Святого Петра болонской метрополии. Базилика Сан-Петронио носит титул «малой базилики» (Basilica minor).

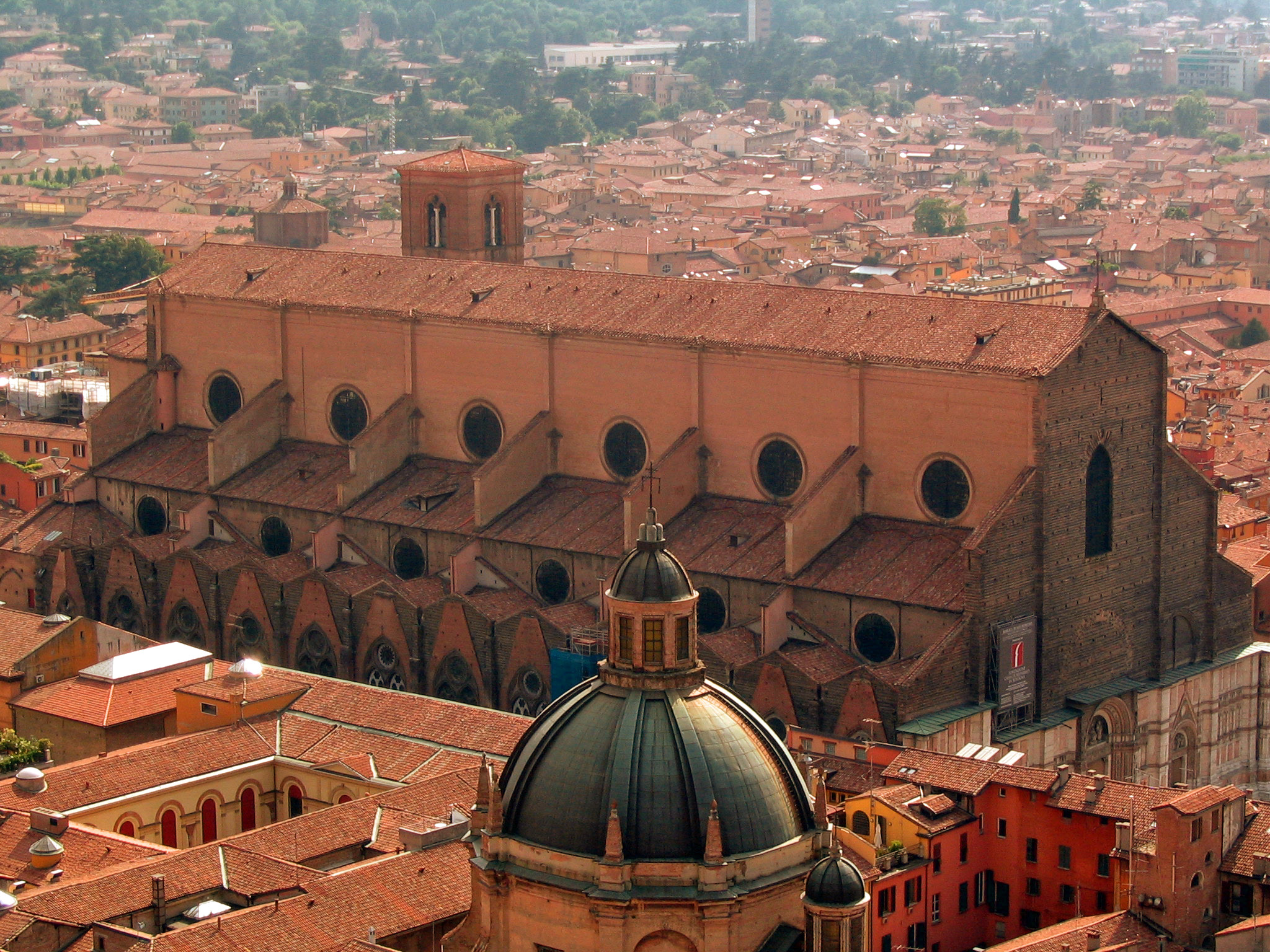
Вид базилики с башни Асинелли

## Общие сведения
Длина здания составляет 132 метра, его ширина — 60 метров, высота сводов — 44,27 метра. Незаконченный фасад Сан-Петронио имеет размеры 60 метров в ширину и 51 метр в высоту. Такие внушительные размеры делают базилику Сан-Петронио шестым по величине храмом в Италии (пятым, если исключить собор святого Петра, который с 1929 года входит в состав экстерриториального города-государства Ватикан) и является самой большой кирпичной готической церковью в мире.

## История

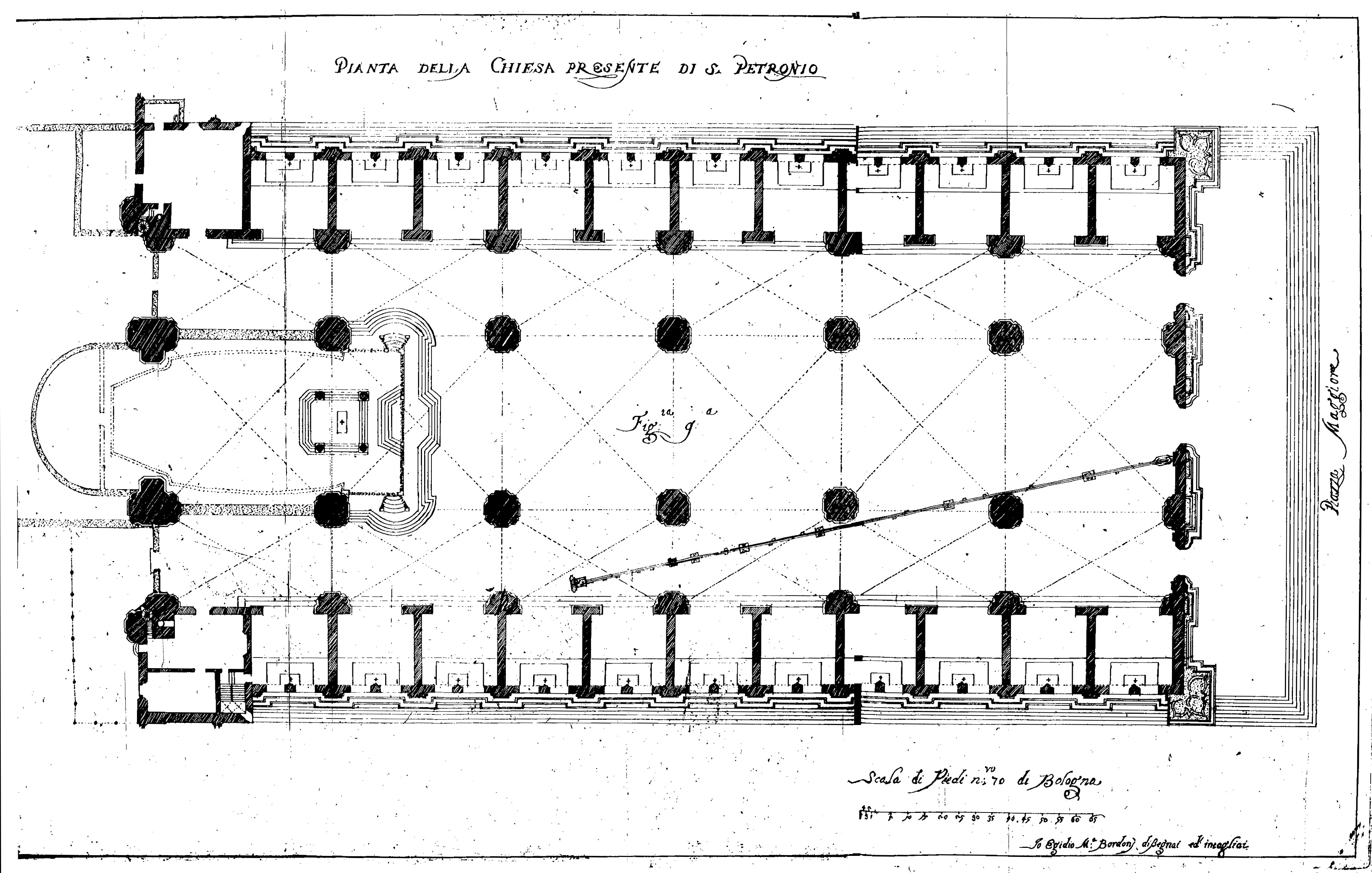
План церкви

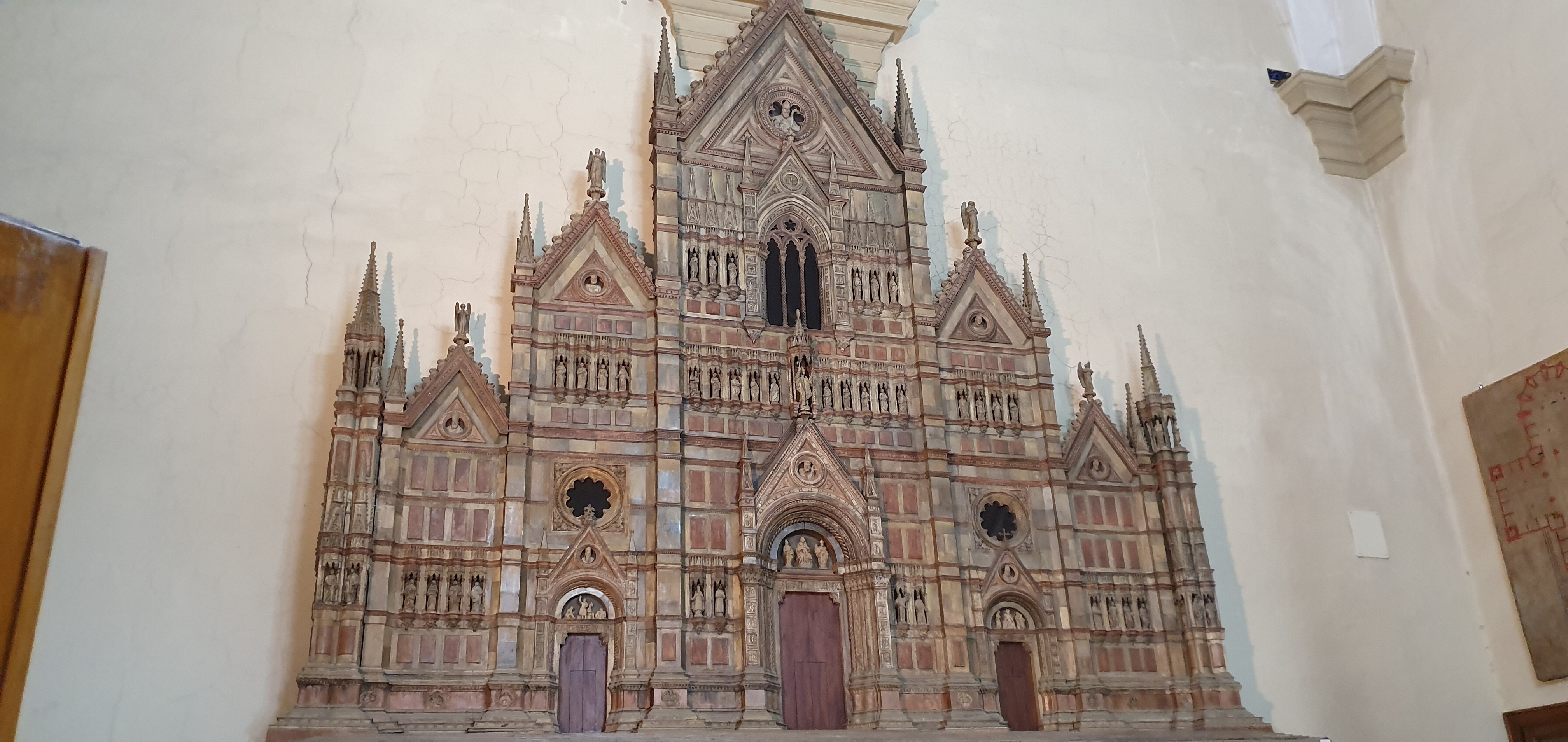
Реконструкция нереализованного проекта фасада. Музей базилики

Храм посвящён святому Петронию, епископу Болоньи. Первая церковь на этом месте была заложена 7 июня 1390 года в торжественной процессии жителей города. В 1388 году Совет муниципалитета Болоньи, в знак признания заслуг епископа Петрония, в 1253 году возведённого в ранг покровителя города, решил начать строительство посвящённого ему храма. Это было последним крупным строительством в стиле поздней готики в Италии, предпринятое вскоре после начала возведения колоссального Миланского собора (1386).
Начало строительства здания относится к 1390 году, когда Совет города доверил мастеру Антонио ди Винченцо разработать проект по совету отца Андреа Манфреди из Фаэнцы. Архитектор создал огромную модель в масштабе 1/12 из дерева и скальолы (резного гипса). 3 июня 1390 года Антонио ди Винченцо был назначен мастером-строителем (как «subtiliminiminisio edotatum»), а четыре дня спустя был заложен первый камень. Совет поручил архитектору возвести гигантский храм, который превосходил бы по размеру кафедральный Собор святого Петра в Риме. Однако после вмешательства папы — Болонья в то время входила в состав Папского государства — размеры базилики были уменьшены. Храм пользовался широкой известностью в католическом мире. Так, в 1530 году в базилике Сан-Петронио папой Климентом VII был коронован императором Священной Римской империи Карл V.
Строительство базилики длилось несколько столетий. После окончания работ над фасадом, в 1393 году началось создание боковых капелл, законченное в 1479 году. Декоративные работы в центральной части базилики проводились под руководством Джироламо Райнальди в 1646—1658 годах. Оформление фасада здания затянулось вплоть до создания новых, боковых порталов по проекту архитектора Якопо делла Кверча. Однако затем работы были остановлены. Несмотря на привлечение нескольких известных архитекторов, в том числе Бальдассаре Перуцци, Андреа Палладио, Джакомо Бароцци да Виньола, фасад здания так и не был завершён.
В 1505—1541 годах в базилике работал (сначала певчим, затем капельмейстером) видный теоретик музыки Джованни Спатаро. В базилике Сан-Петронио похоронена сестра Наполеона I, Элиза Бонапарт.
Храм был передан диоцезу лишь в 1929 году, освящёна в 1954 году. В 2000 году в церковь были перенесены священные реликвии святого Петрония, ранее хранившиеся в церкви Санто-Стефано.

## Внутреннее убранство
В базилике хранятся такие известные художественные произведения, как алтарные картины «Мистическое обручение Святой Екатерины» Филиппино Липпи, «Мадонна со святыми» Лоренцо Косты Младшего, «Крещение Христа с четырьмя святыми» Амико Аспертини.
В Капелле Болоньини имеются знаменитые фрески ныне почти забытого художника Джованни да Модена, изображающие эпизоды из жизни Святого Петрония (на задней стене); «Истории волхвов» (на правой стене); и сценами Страшного суда на левой стене с Коронованием Девы в мандорле, Рая и Ада (сходных с описаниями в «Божественной комедии» Данте), с гигантской фигурой Люцифера и с редким изображением пророка Мухаммеда в Аду.
Большую художественную ценность представляют созданные в XV столетии деревянные кресла хора работы Агостино де Марчи и два раздельно установленные органа (эпистолярный орган F-a 3 и евангельский орган C-c 4). Находящийся справа орган является старейшим в Италии. Он был создан в 1475 году мастером Лоренцо ди Джакомо из Прато (Тоскана). Находящийся слева орган относится к XVI веку. Балдахин над главным алтарём был создан в 1547 году мастером Джакомо Бароцци. В крипте церкви хранится одна из старейших известных «групп триумфального креста» (между 1160 и 1180 годами).

## Меридиан Кассини
В 1660-е годы в базилике Сан-Петронио проводил свои опыты известный итальянский астроном Джованни Доменико Кассини, профессор математики и астрономии Болонского университета. В декабре 1657 года по его расчётам в базилике был установлен длиной в 66,8 метра «меридиан Кассини» (La meridiana di Cassini) — линия, прочерченная на полу храма, на которой можно наблюдать движение солнечного луча, проникающего через отверстие в перекрытии церкви. Это движение указывает даты зимнего и летнего солнцестояния. На основании своих наблюдений Кассини составил новые солнечные таблицы, опубликованные в 1662 году. Похожий гномон («Великий меридиан») Кассини создал в 1700 году в римской церкви Санта-Мария-дельи-Анджели-э-дей-Мартири.

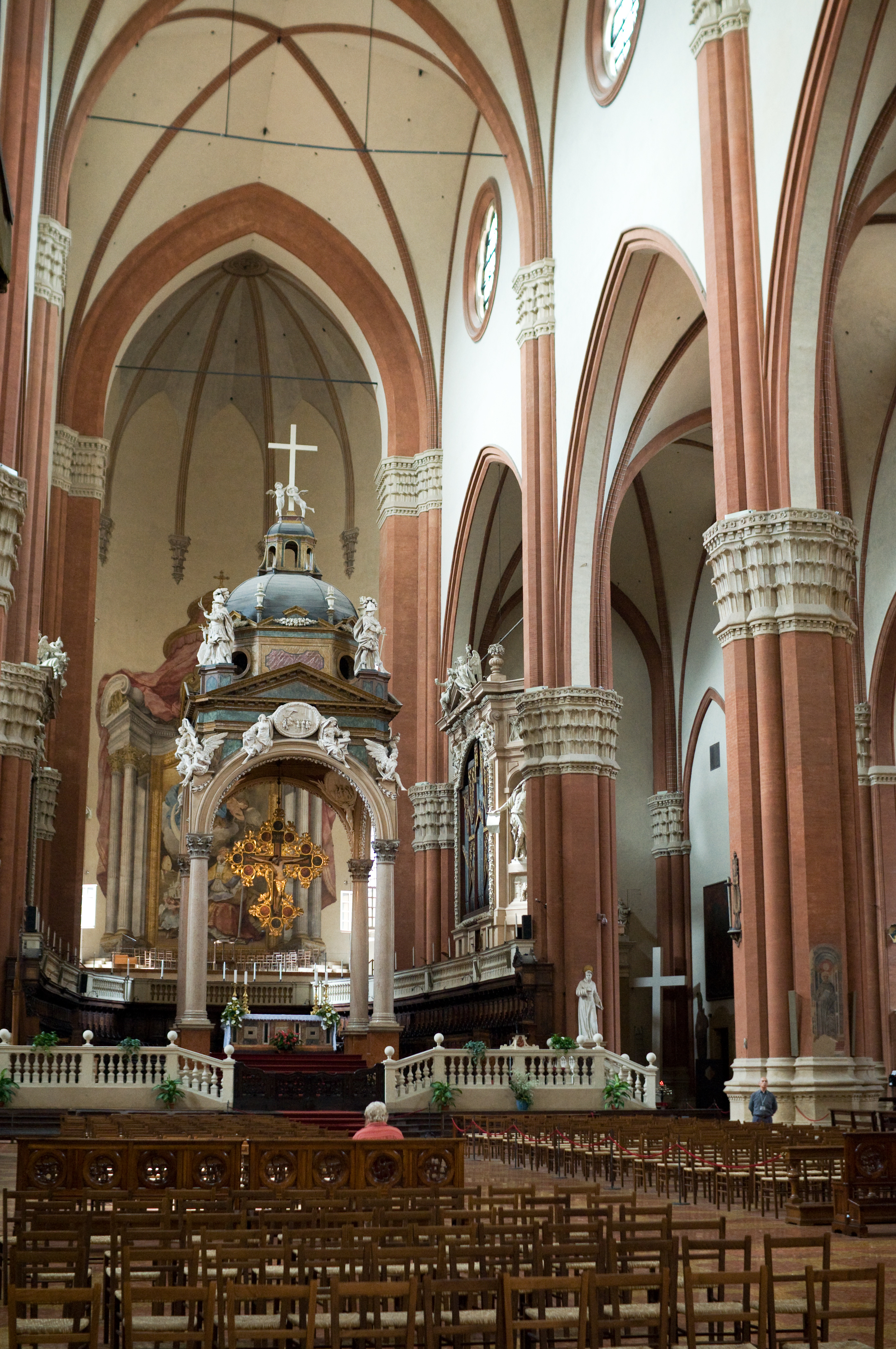
Интерьер. Главный алтарь. 1547. Дж. Бароцци
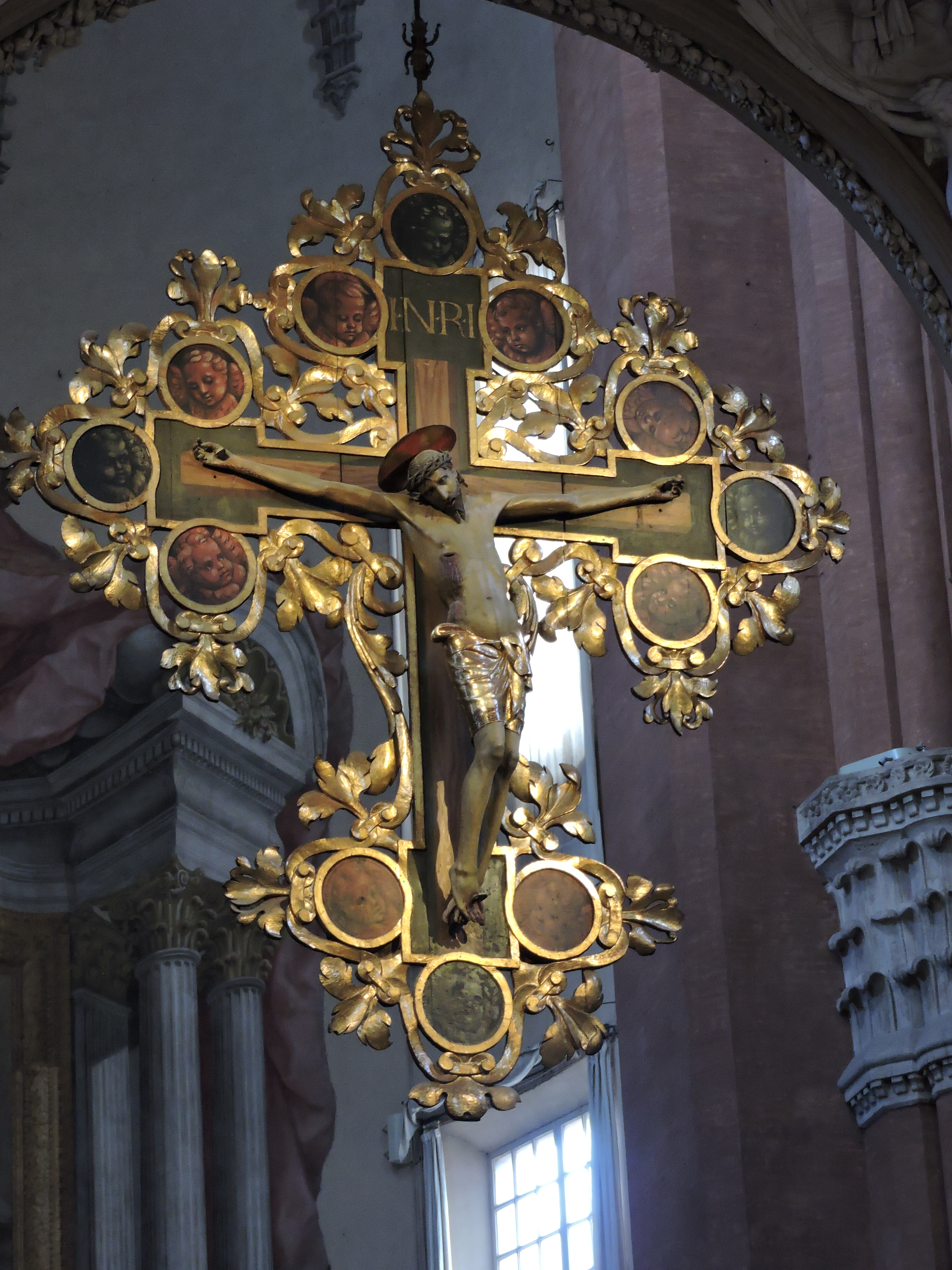
Распятие. Главный алтарь
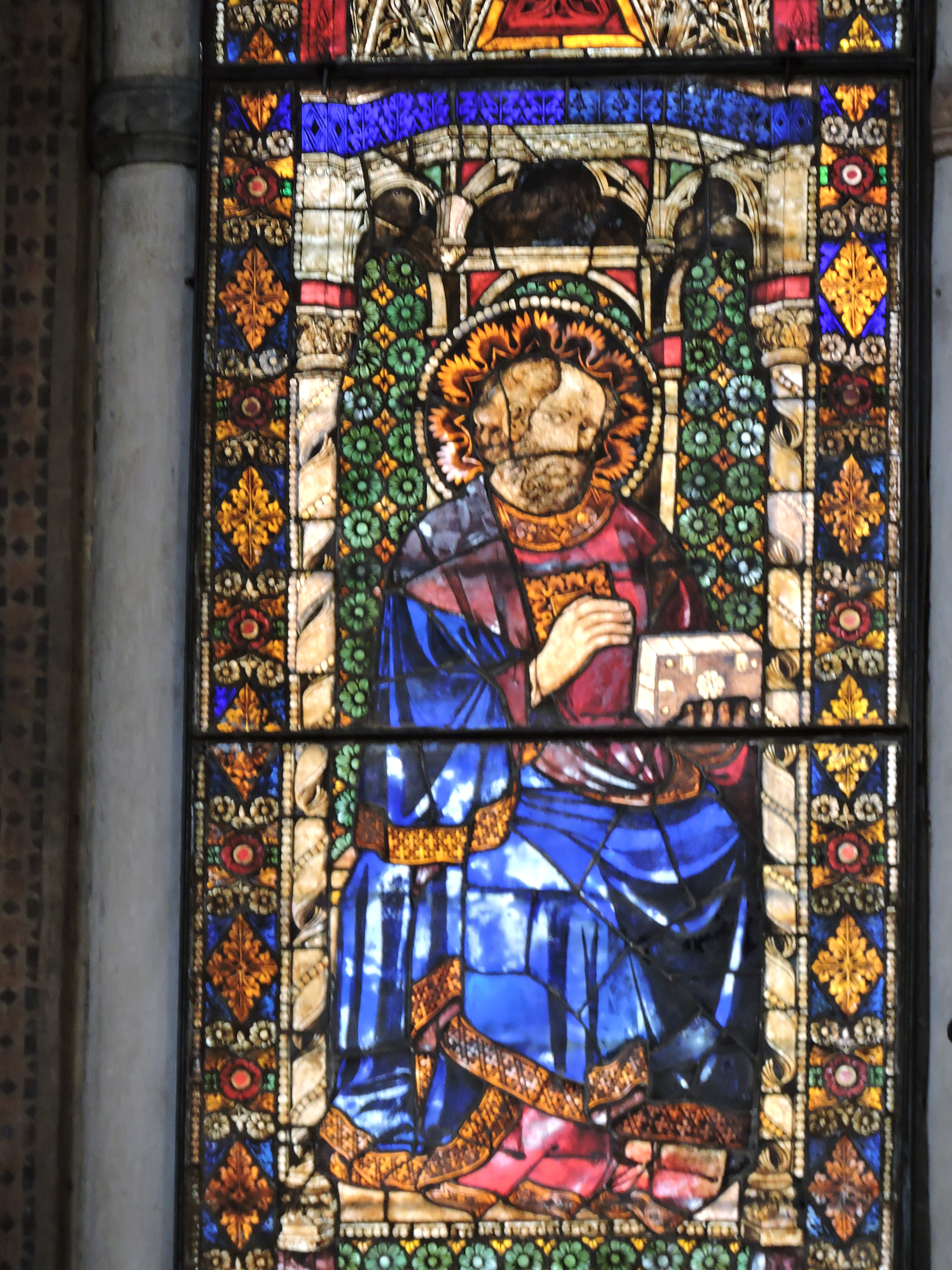
Витраж
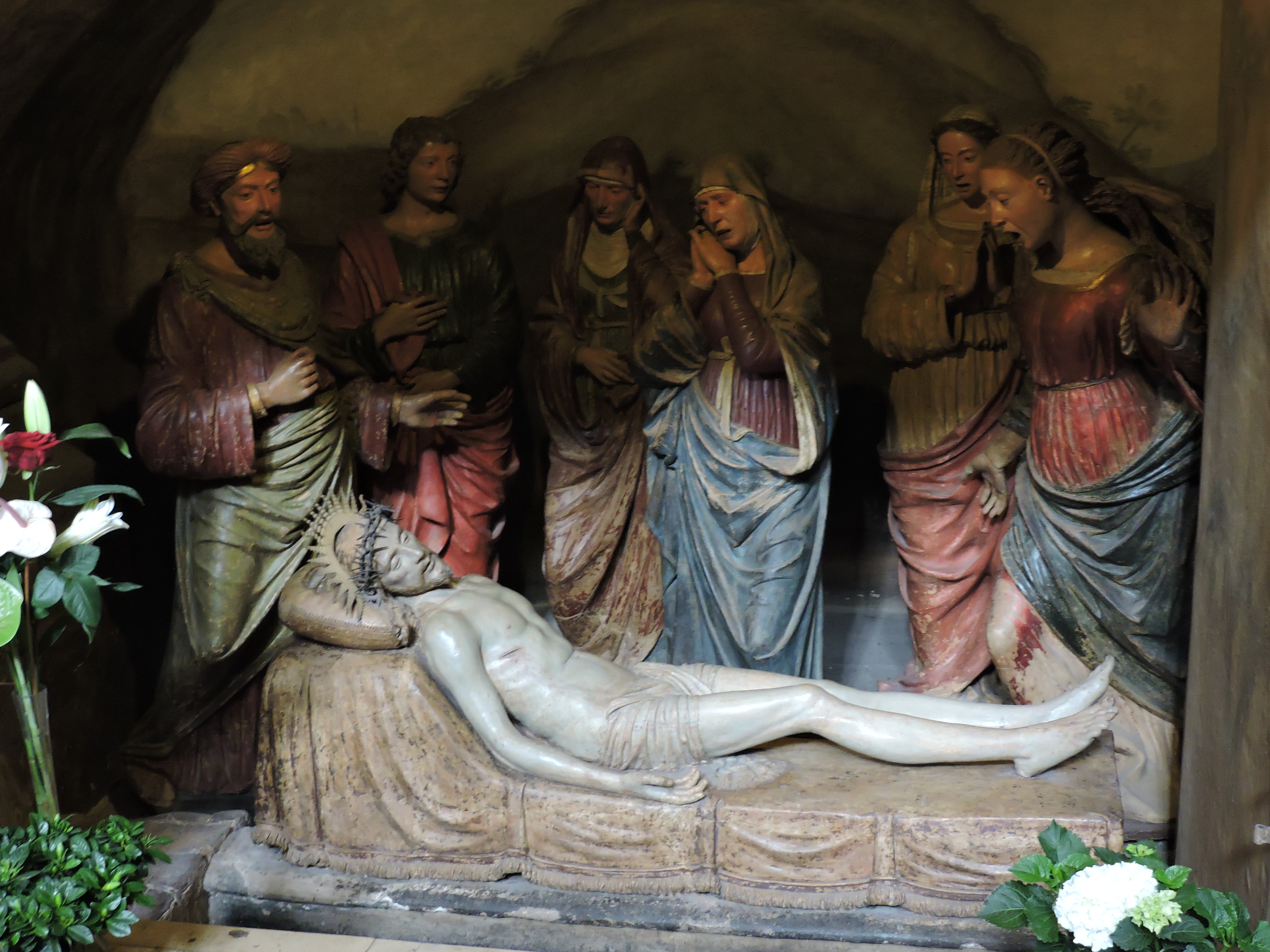
Оплакивание Христа. Дерево, роспись
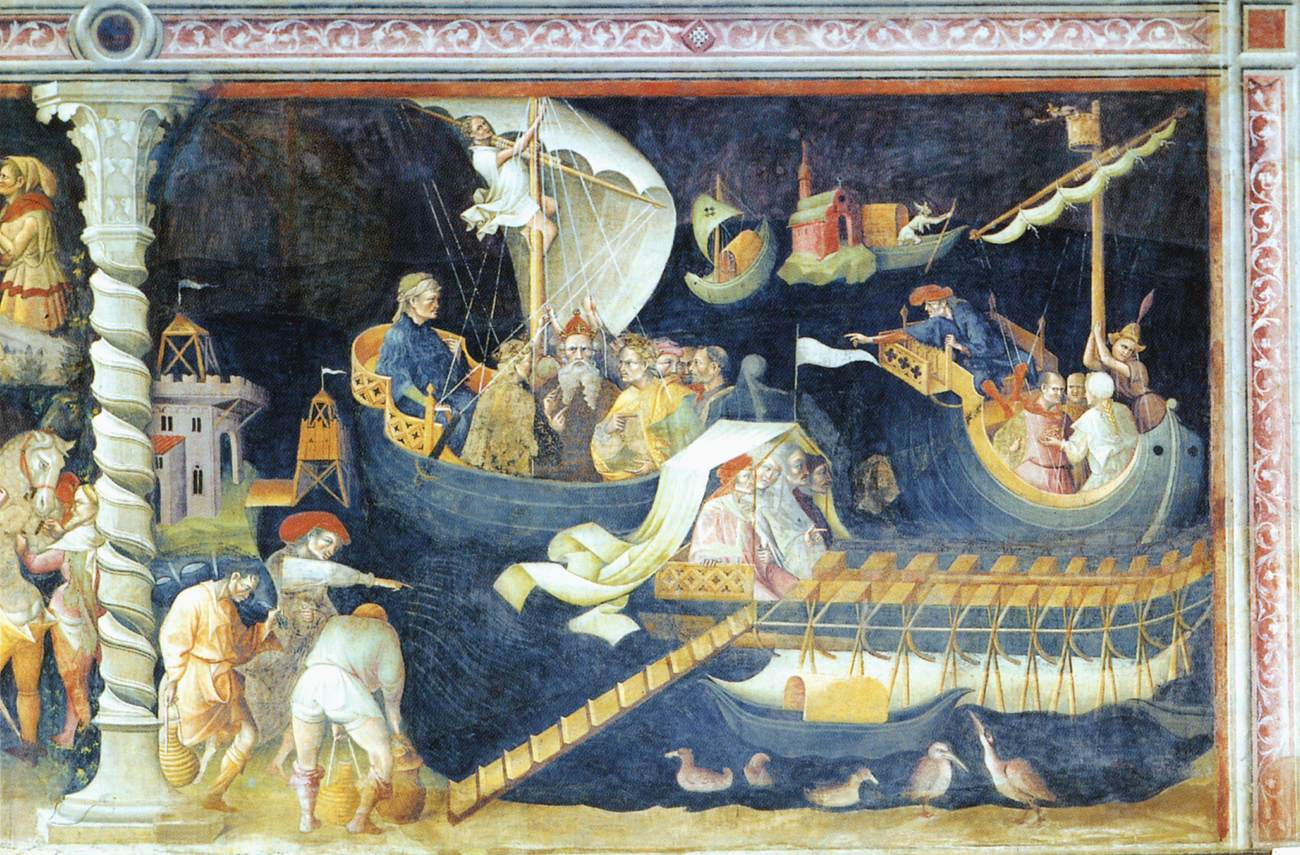
Капелла Болоньини. Джованни да Модена. Прибытие волхвов. Ок. 1410
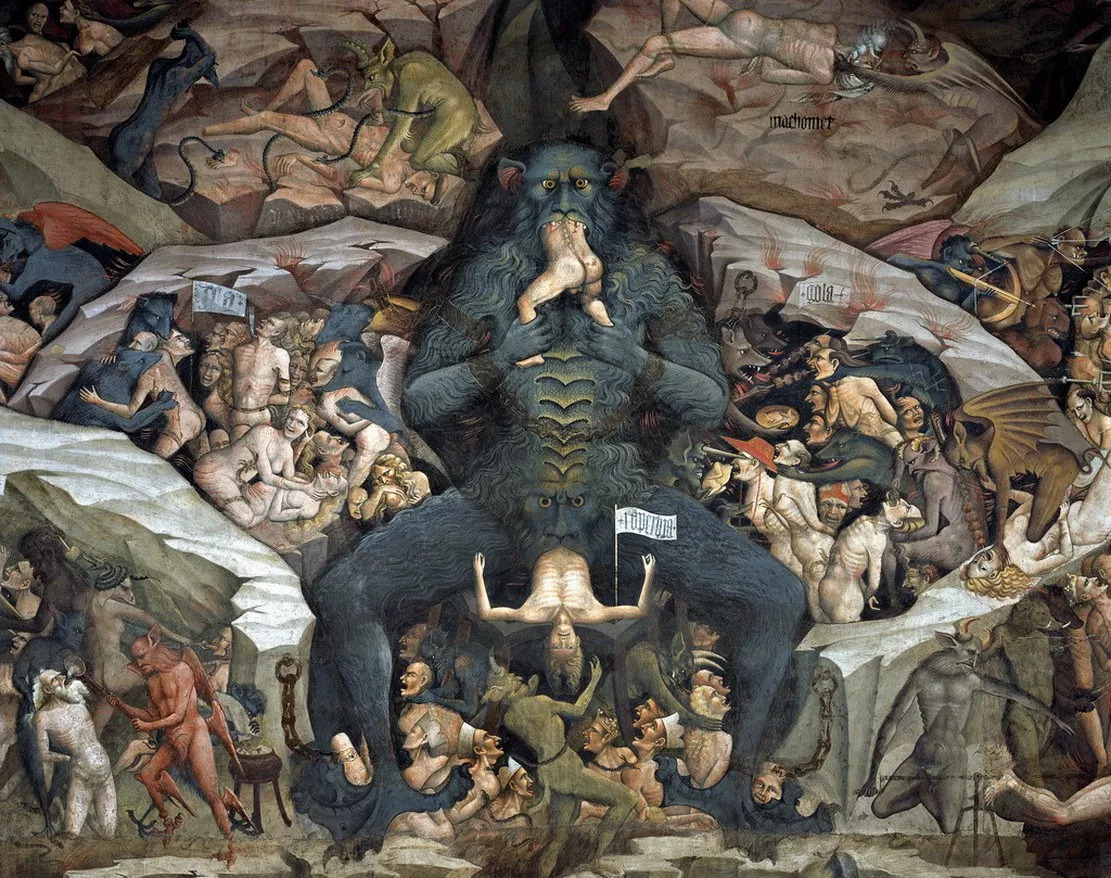
Капелла Болоньини. Джованни да Модена. Ад. Деталь композиции «Страшный суд». Ок. 1410
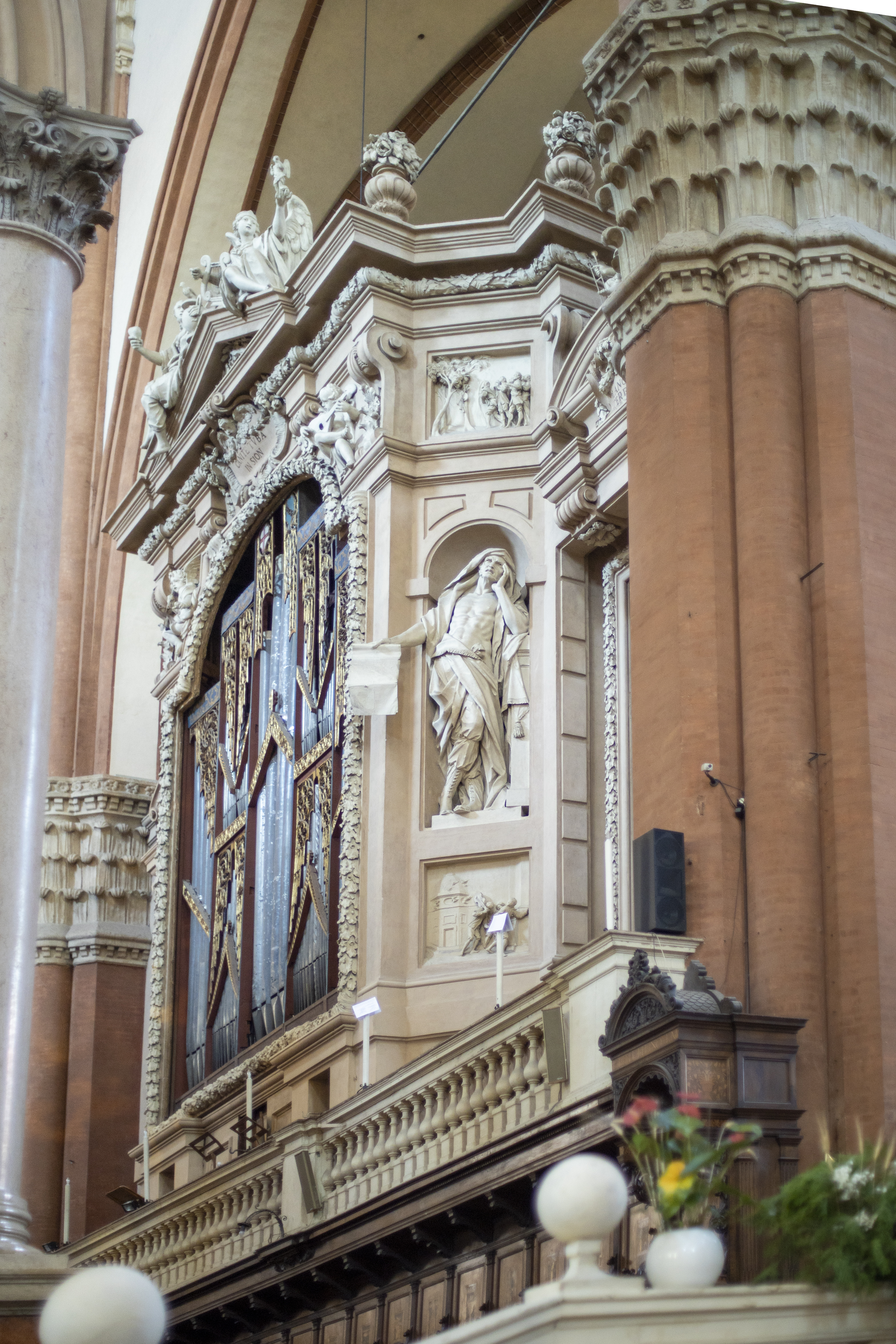
Правый орган. Л. Дж. Да Прато. 1471—1475
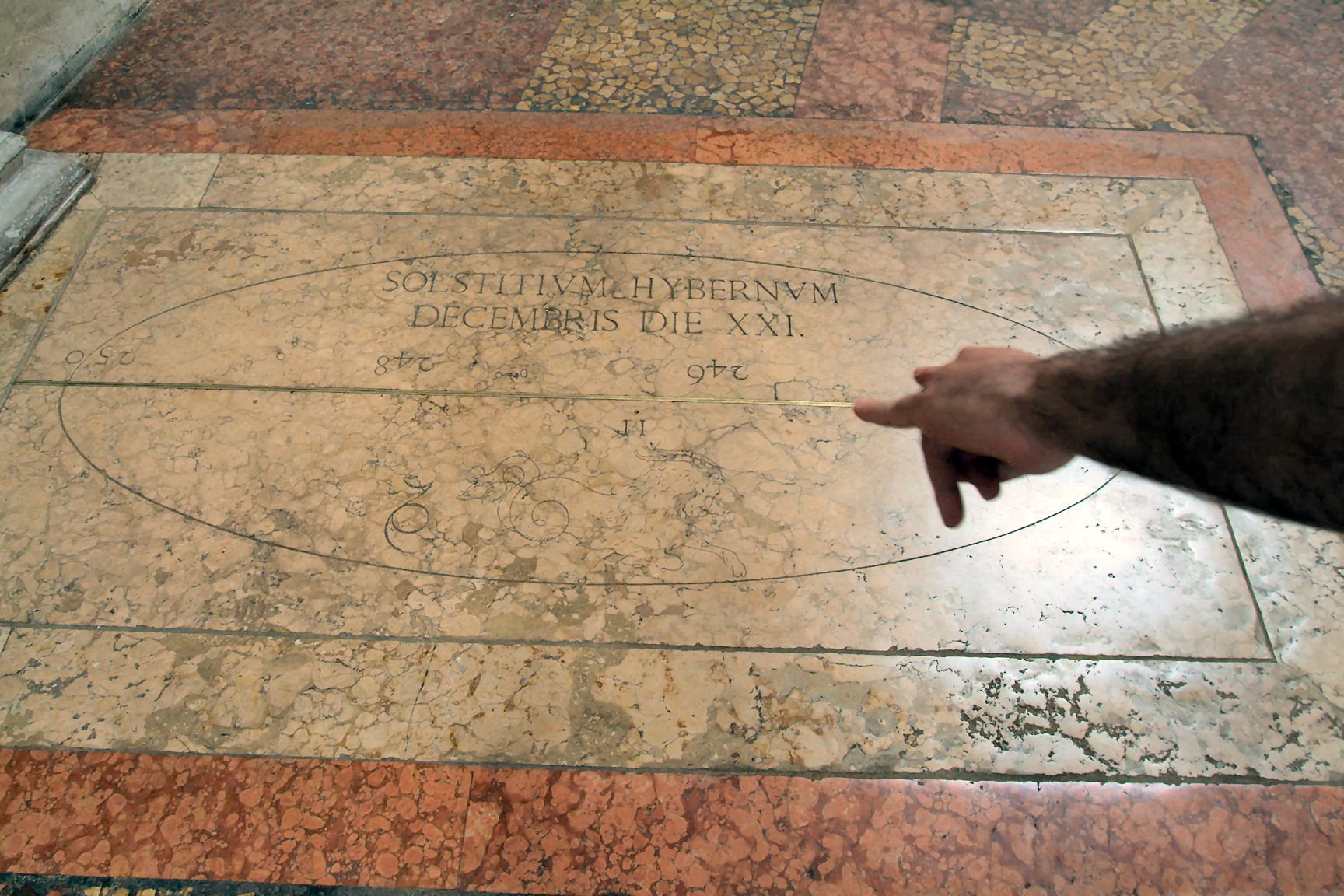
Меридиан Кассини, указывающий дату зимнего солнцестояния